# Children of the Universe
«Children of the Universe» (Дети Вселенной) — песня в исполнении британской певицы Молли Смиттен-Даунс, с которой она представила Великобританию на конкурсе песни «Евровидение-2014».
Песня была выбрана 3 марта 2014 года на национальном отборе, что позволило британской певице представить свою страну на международном конкурсе песни «Евровидение-2014», который прошёл в Копенгагене, Дания.

## Список композиций
| №  | Название                   | Длительность |
| -- | -------------------------- | ------------ |
| 1. | «Children of the Universe» | 3:00         |

| №  | Название                                           | Длительность |
| -- | -------------------------------------------------- | ------------ |
| 1. | «Children of the Universe» (Scott Mills Club Mix)  | 6:07         |
| 2. | «Children of the Universe» (Scott Mills Radio Mix) | 3:28         |
| 3. | «Children of the Universe» (Secaina Hudson Remix)  | 3:13         |

## Позиции в чартах
| Чарт (2014)                                | Наивысшая позиция |
| ------------------------------------------ | ----------------- |
| Австрия (Ö3 Austria Top 40)                | 63                |
| Бельгия/Фландрия (Ultratip Bubbling Under) | 97                |
| Дания (Tracklisten)                        | 37                |
| Германия (GfK)                             | 94                |
| Ирландия (IRMA)                            | 36                |
| Шотландия (OCC Scotland)                   | 15                |
| Швеция (Sverigetopplistan)                 | 31                |
| Швейцария (Schweizer Hitparade)            | 63                |
| Великобритания (OCC UK Singles)            | 23                |

## Хронология релиза
| Страна         | Дата                | Формат           | Лейбл             |
| -------------- | ------------------- | ---------------- | ----------------- |
| Великобритания | 15 апреля 2014 года | Digital download | East West Records |
| Великобритания | 28 апреля 2014 года | CD single        | East West Records |